# 아라누카

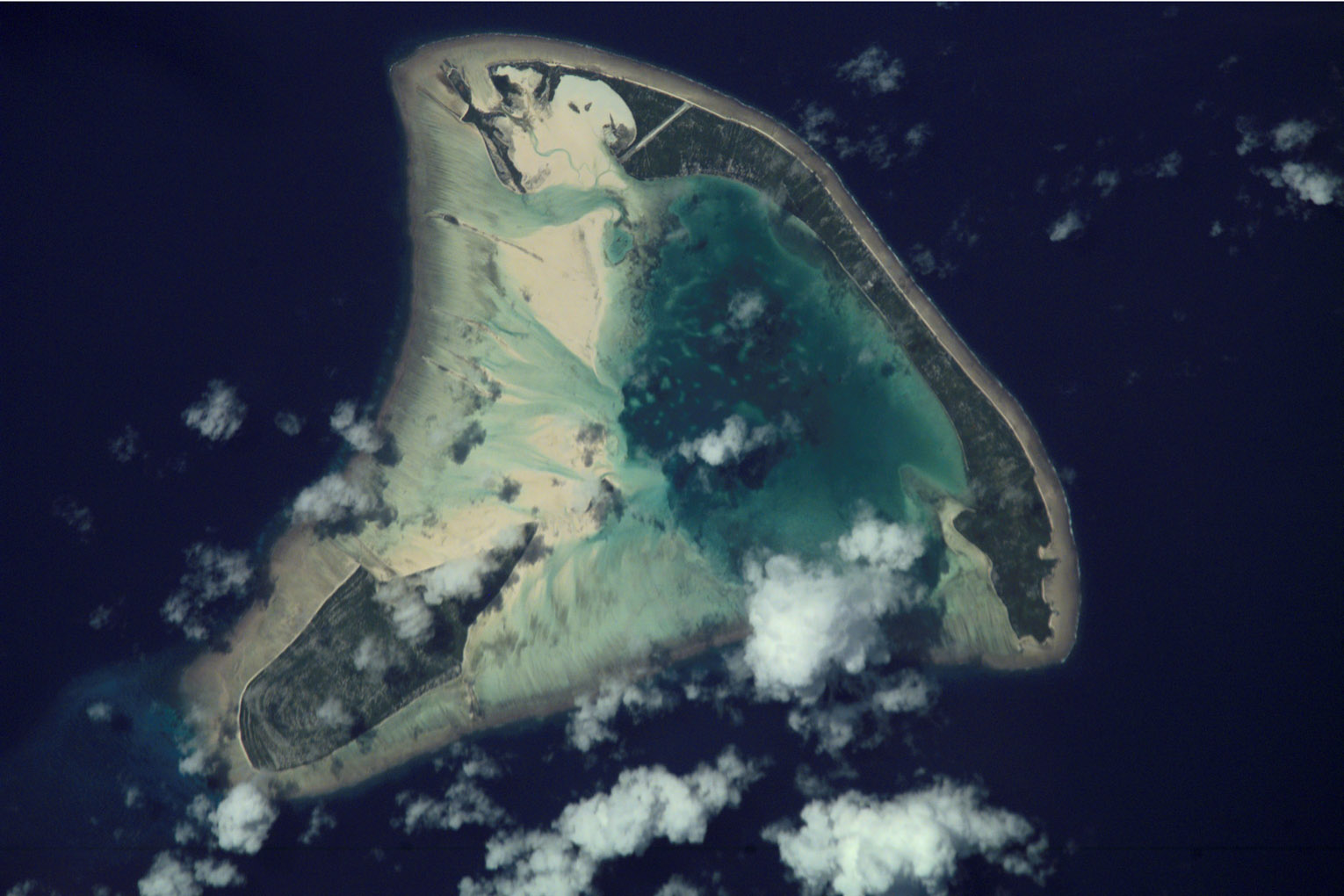
아라누카

아라누카(Aranuka)는 태평양 중서부에 위치한 키리바시의 환초로, 길버트 제도에 속한다.

## 인구
| 아라누카: 인구 및 면적 |                    |                           |                         |
| 인구 조사 지역         | 인구 - 2010년 기준 | 면적                      | 밀집도 (헥타르 당 인구) |
| 비거주 지역            | 0                  | 54.8 헥타르 (135 ac)      | 0                       |
| Takaeang               | 252                | 487.4 헥타르 (1,204 ac)   | 0.5                     |
| Buariki                | 500                | 618.9 헥타르 (1,529 ac)   | 1.3                     |
| Kauake                 | 92                 | 618.9 헥타르 (1,529 ac)   | 1.3                     |
| Baurua                 | 213                | 618.9 헥타르 (1,529 ac)   | 1.3                     |
| 아라누카 전체          | 1057               | 1,161.1 헥타르 (2,869 ac) | 0.9                     |